# All I Want for Christmas Is New Year’s Day
«All I Want for Christmas Is New Year’s Day» — первый сингл британского дуэта Hurts, выпущенный вне дебютного альбома группы Happiness. В первую неделю релиза трек был доступен для бесплатного скачивания с iTunes в Великобритании и Ирландии, и был «Синглом недели».

## История написания
Что касается выпуска песни, Hurts заявили в интервью «эта песня о самом ужасном Рождестве в нашей жизни, которую мы выпускаем в самое лучшее Рождество нашей жизни. Кроме того, мы позвали героев из предыдущих клипов для съемки в этом видео, так что это как рождественская Hurts вечеринка... на кладбище».

## Видеоклип
Hurts завершают год их единственным в своем роде рождественским синглом (они все в нём), в комплекте с восхитительной рекламой от Phil Sansom и Olly Williams, которая занятно собирает в себе уникальных персонажей из всех их предыдущих видео Better Than Love, Wonderful Life и Stay вокруг могилы, из которой появляется рождественская ёлка.
Снято на кладбище в Парке Эбни (англ. Abney Park Cemetery) в районе Сток Ньюингтон (англ. Stoke Newington), реклама собирает в себе то, что представляется не по сезону печальным событием, которое преобразуется. И хороший выстрел юмора от группы, которая может преподнести себя довольно серьёзно. Только вот жалко, что настоящий снег не выпал немногим раньше.
Исландская модель Анна Тора (исл. Anna Þóra Alfreðsdóttir), ранее снявшаяся в клипе Hurts Stay, говорит, что ей позвонили за два дня до начала съемок и накануне она уже прилетела в Лондон, тогда же она услышала песню в первый раз, такая же ситуация была и при съёмках предыдущего клипа.
Дата съемок: 20—21 ноября 2010
Релиз клипа: 2 декабря 2010
- Артист (Artist): Hurts
- Название (Title): All I Want For Christmas Is New Year’s Day (Sony Music)
- Режиссёр (Director): Diamond Dogs
- Выпускающая компания (Production Company): HSI London
- Оператор (DoP): Steve Annis
- Художник-постановщик (Art Director): Graham Cole
- Стилист (Stylist): Hannah Bhuiya
- Гримёр (Make-up): Gemma Wheatcroft
- Парикмахер (Hair): Jamie Pritchard
- Редактор (Editor): Phil Sansom
- ТКД (телекинодатчик) (TK): James Tillet at Prime Focus London, Soho
- Постпродакшн (Post Production): Prime Focus London, Soho
- (Commissioner): Dan Millar из Sony Music
- Смотреть: на сайте выпускающей компании[4][5]

## Список композиций
Digital download
1. "All I Want for Christmas Is New Year's Day" — 4:34

## Чарты и статус сингла

### Чарты
| Chart (2010) | Peak position |
| ------------ | ------------- |
| Австрия      | 67            |

### Итоговые чарты за год
| Чарт (2010)                                           | Позиция |
| ----------------------------------------------------- | ------- |
| англ. Idolator (website) Любимая рождественская песня | 1       |